# Global Metal
Pour plus de détails, voir Fiche technique et Distribution.
Global Metal (7 Pays. 3 Continents. 1 Tribu.) est un documentaire datant de 2008 réalisé par Scot McFadyen et l'anthropologiste canadien Sam Dunn. C'est la suite de leurs documentaire à succès de 2005, Metal: A Headbanger's Journey. La première mondiale se fit au cours du Festival international du film de Bergen, le 17 octobre 2007. Global Metal a pour but de montrer l'impact de la mondialisation sur le heavy metal ainsi que comment des gens différents, venant de différentes cultures ont transformé la musique heavy metal

## Interviews
Comme dans Metal: A Headbanger's Journey, une importante partie des informations du film arrivent au travers d'interviews:

### Rio de Janeiro et São Paulo, Brésil
| Artiste               | Groupe                                  | Nationalité            |
| --------------------- | --------------------------------------- | ---------------------- |
| Rafael Bittencourt    | Angra                                   | Drapeau du Brésil      |
| Carlos "Vandal" Lopes | Dorsal Atlântica                        | Drapeau du Brésil      |
| Adrian Smith          | Iron Maiden                             | Drapeau du Royaume-Uni |
| Dave Murray           | Iron Maiden                             | Drapeau du Royaume-Uni |
| Max Cavalera          | Sepultura, Soulfly, Cavalera Conspiracy | Drapeau du Brésil      |

Non musiciens
- Claudia Azevedo, University of Rio de Janeiro
- Eric de Haas, Rock Hard Brazil
- Toninho, Sepultura fan club

### Tokyo, Japon
| Artiste         | Groupe              | Nationalité            |
| --------------- | ------------------- | ---------------------- |
| Tom Araya       | Slayer              | /                      |
| Kerry King      | Slayer              | Drapeau des États-Unis |
| Lars Ulrich     | Metallica           | /                      |
| Marty Friedman  | Megadeth, Cacophony | Drapeau des États-Unis |
| Yoshiki Hayashi | X Japan             | Drapeau du Japon       |
| Mirai Kawashima | Sigh                | Drapeau du Japon       |

Non musiciens
- Masa Itoh, Rock City TV
- Katsuya Minamida, Kobe University

### Mumbai et Bangalore, Inde
| Artiste                      | Groupe               | Nationalité            |
| ---------------------------- | -------------------- | ---------------------- |
| Sahil Makhija (Demonstealer) | Demonic Resurrection | Drapeau de l'Inde      |
| Prashant Shah                | Exhumation           | Drapeau de l'Inde      |
| Nolan Lewis                  | Kryptos              | Drapeau de l'Inde      |
| Anant Dwivedi                | Prakalp              | Drapeau de l'Inde      |
| Vincent Pereira              | Prakalp              | Drapeau de l'Inde      |
| Sai Prabhakaran              | Souled Out           | Drapeau de l'Inde      |
| Bruce Dickinson              | Iron Maiden          | Drapeau du Royaume-Uni |

Non musiciens
- Atul Sharma, MetalIndia.net

### Beijing, Chine
| Artiste    | Groupe                             | Nationalité                                 |
| ---------- | ---------------------------------- | ------------------------------------------- |
| Kaiser Kuo | Spring and Autumn, ex-Tang Dynasty | Drapeau des États-Unis                      |
| Nong Yong  | Ritual Day                         | Drapeau de la République populaire de Chine |

Non musiciens
- Wang Xiao, 666 Rock Shop
- Yang Yu, Painkiller Magazine
- Zhang Feng, MIDI School Principal

### Jakarta, Indonesie
| Artiste         | Groupe                                  | Nationalité            |
| --------------- | --------------------------------------- | ---------------------- |
| Barney Greenway | Napalm Death                            | Drapeau du Royaume-Uni |
| Max Cavalera    | Sepultura, Soulfly, Cavalera Conspiracy | Drapeau du Brésil      |
| Lars Ulrich     | Metallica                               | /                      |
| Andre Tiranda   | Siksakubur                              | Drapeau de l'Indonésie |
| Arian 13        | Seringai                                | Drapeau de l'Indonésie |
| Ombat Nasution  | Tengkorak                               | Drapeau de l'Indonésie |
| Tashea Delaney  | Pain Killer                             | Drapeau de l'Indonésie |

Non musiciens
- Wendi Putranto, Rolling Stone Indonesia
- Jason Tedjasukmana, Time Magazine Indonesia
- Franki Raden, Professeur, Université d'York, Toronto, Canada
- Rudi Iman, Fan

### Jérusalem, Israël
| Artiste              | Groupe        | Nationalité      |
| -------------------- | ------------- | ---------------- |
| Kobi Farhi           | Orphaned Land | Drapeau d’Israël |
| Eran Segal           | Whorecore     | Drapeau d’Israël |
| ”Evil” Haim          | Whorecore     | Drapeau d’Israël |
| Butchered            | Arallu        | Drapeau d’Israël |
| Nir Nakav            | Salem         | Drapeau d’Israël |
| Yotam “Defiler” Avni | Abed          | Drapeau d’Israël |

Non musiciens
- Yishai Sweartz, Raven Music
- Maor Appelbaum, Producteur/Ingénieur

### Dubai, Émirats arabes unis
| Artiste        | Groupe              | Nationalité                     |
| -------------- | ------------------- | ------------------------------- |
| Ali            | Kahtmayan           | Drapeau de l'Iran               |
| Maher          | Breeze of the Dying | Drapeau de l'Arabie saoudite    |
| Ahmid          | Breeze of the Dying | Drapeau de l'Arabie saoudite    |
| Al-Sharif      | Hate Suffocation    | Drapeau de l'Égypte             |
| Barney Ribeiro | Nervecell           | Drapeau des Émirats arabes unis |

Non musiciens
- Armin, Fan - Iran
- Abed, Fan – Lebanon
- Omar Abdula Aziz Mohammed Khan Abdula, Fan – Dubai

## Musiques dans le film[1]
- "Fight Fire With Fire" - Metallica
- "Overkill" - Motörhead
- "Vou Festejar" - Hipnose
- "Coisinha Do Pai" - Hipnose
- "Rock You Like A Hurricane" - Scorpions
- "2 Minutes To Midnight" - Iron Maiden
- "Beneath The Remains" - Sepultura
- "Mass Hypnosis" - Sepultura
- "Roots Bloody Roots" - Sepultura
- "Kaiowas" - Sepultura
- "Walk With Me In Hell" - Lamb Of God
- "War Ensemble" - Slayer
- "Highway Star" - Deep Purple
- "Rock And Roll All Nite" - KISS
- "Elixir" - Marty Friedman
- "Death Panda Death" - Marty Friedman and AKB 48
- "Danger Zone That I Want To Eat And Lick" - Sex Machineguns
- "X" - X Japan
- "Art Of Life" - X Japan
- "Me Devil" - Sigh
- "Golden Memories"
- "Kalluri Vaamil" - Prabhu Deva
- "Apocalyptic Dawn" - Demonic Resurrection
- "Boiled Unwound Filatured" - Bhayanak Maut
- "Dil Main Baji Gitar"
- "Legend" - Spring & Autumn
- "Ritual Day" - Ritual Day
- "Epic" - Tang Dynasty
- "Mo/Monster" - Voodookungfu
- "Damage Inc." - Metallica
- "Inner Self" - Sepultura
- "Creeping Death" - Metallica
- "Parade Luka" - Siksakubur
- "Jihad Soldiers" - Tengkorak
- "Akselerasi Maksimum" - Seringal
- "El Meod Na'ala" - Orphaned Land
- "Morbid Shadow" - Arallu
- "Act of War/Act of Terror" - Salem
- "Angel of Death" - Slayer
- "Ornaments of Gold" - Orphaned Land
- "Daramad"
- "Egyptian Festival"
- "Raining Blood" (Slayer cover) - SDS
- "Raining Blood" - Slayer
- "Cloud Connected" - In Flames
- "Fear of the Dark" (live in Bangalore, India) - Iron Maiden
- "Hallowed Be Thy Name" (live in Bangalore, India) - Iron Maiden

## Bande originale
Une bande originale a été réalisée le 24 juillet ayant la particularité d'inclure des groupes variés venant de partout dans le monde, elle inclut des groupes venant d'Israël, de Chine,d' Inde, d'Indonésie, d'Iran et du Japon.

### Disc 1
1. "Inner Self" - Sepultura (Brésil)
2. "Walk With Me In Hell" - Lamb Of God (États-Unis)
3. "Ladders To Sumeria" - Melechesh (Israël/Pays-Bas)
4. "X" (Live) - X Japan (Japon)
5. "Ornaments Of Gold" - Orphaned Land (Israël)
6. "Crystal Skull" (Live At the Dubai Desert Rock Festival)- Mastodon (USA)
7. "Havenless" - Enslaved (Norvège)
8. "Me-Devil" - Sigh (Japon)
9. "Cloud Connected" - (Live At the Dubai Desert Rock Festival) - In Flames (Suède)

### Disc 2
1. "Indigenous Laceration" - Chthonic (Taiwan)
2. "Salvation Suicide" - Angra (Brésil)
3. "Jaktens Tid" - Finntroll (Finlande)
4. "From The Sky" - Gojira (France)
5. "Epic" - 唐朝 Tang Dynasty (Chine)
6. "Jihad Soldier" - Tengkorak (Indonesie)
7. "Baptized" - Arthimoth (Iran)
8. "Wings Of Time" - Týr (Îles Féroé)
9. "Apocalyptic Dawn" - Demonic Resurrection (Inde)

## Fiche technique
- Producteurs : Sam Dunn, Scot McFayden et Sam Feldman
- Distributeur : Seville Pictures et Warner Home Video
- Langues : Anglais